# VBK-Raduga

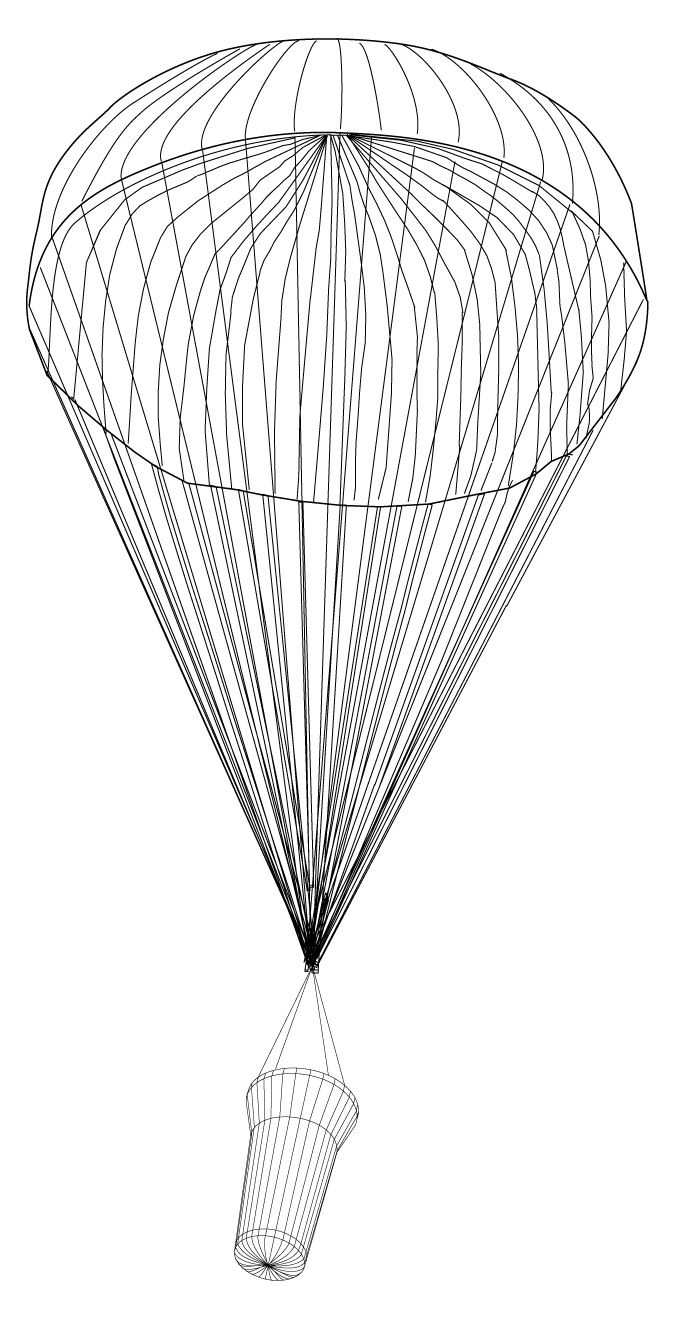
Ilustrace návratové kapsle VBK-Raduga během závěrečného sestupu na Zem dle NASA.

VBK-Raduga byla návratová kapsle, která sloužila k přivezení materiálu zpět na Zem z vesmírné stanice Mir. K Miru byla dopravována lodí Progress-M. Pro návrat byla kapsle připojena k Progressu jako sonda ještě před opuštěním stanice. Při návratu Progressu do atmosféry byla odhozena ve výšce 120 km a následně vstoupily do atmosféry nezávisle na sobě. Pomocí padáku pak přistála v Rusku.
Raduga byla asi 1,5 m dlouhá, měla 60 cm v průměru, a prázdná vážila asi 350 kg. 
| Kapsle        | Datum startu    | Vynesena lodí | Poznámky                             |
| ------------- | --------------- | ------------- | ------------------------------------ |
| VBK-Raduga 1  | 27. září 1990   | Progress M-5  |                                      |
| VBK-Raduga 2  | 19. března 1991 | Progress M-7  | Ztracena při návratu                 |
| VBK-Raduga 3  | 20. srpna 1991  | Progress M-9  |                                      |
| VBK-Raduga 4  | 17. října 1991  | Progress M-10 |                                      |
| VBK-Raduga 5  | 19. dubna 1992  | Progress M-12 |                                      |
| VBK-Raduga 6  | 15. srpna 1992  | Progress M-14 |                                      |
| VBK-Raduga 7  | 31. března 1993 | Progress M-17 | Kapsle se vrátila lodí Progress M-18 |
| VBK-Raduga 8  | 10. srpna 1993  | Progress M-19 |                                      |
| VBK-Raduga 9  | 11. října 1993  | Progress M-20 |                                      |
| VBK-Raduga 10 | 22. března 1994 | Progress M-22 |                                      |